# ひげのサムエルのおはなし
『ひげのサムエルのおはなし』（The Tale of Samuel Whiskers or, The Roly-Poly Pudding ;1908）は、ビアトリクス・ポター作の絵本である。

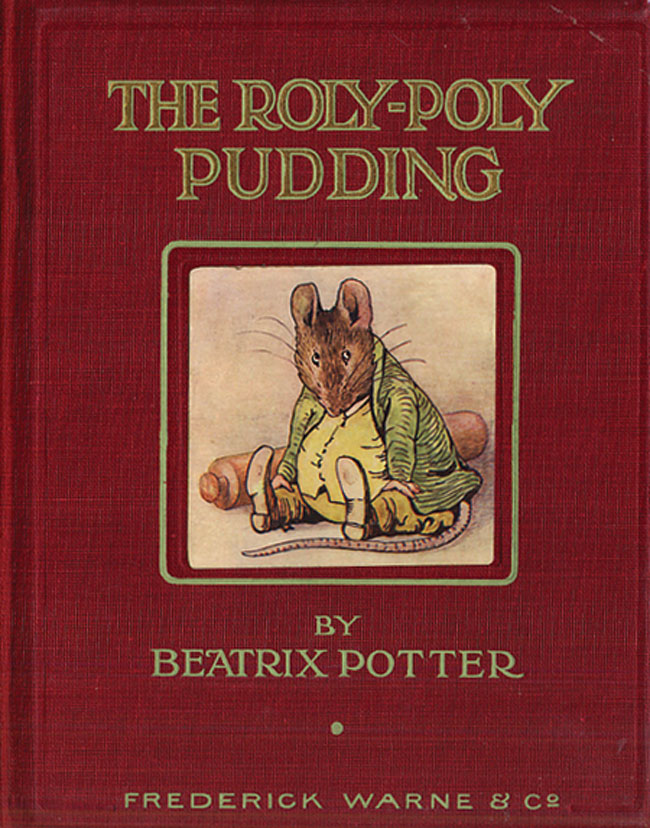

## あらすじ
猫のタビタ・トウィチットがパンを焼く間悪戯されないように三匹の子供たちを押入に入れる事にした。しかしトムを捜している内にモペットとミトンが鍵の掛かっていなかった押入から出てきて台所の練り粉をいじり始める。
そこにタビタのいとこのリビーが玄関のドアを叩く音が聞こえてきたので、驚いた二人は小麦粉の樽と牛乳置き場にあった空の壺の中に隠れた。事情を話したタビタとリビーは一緒にトムを捜し始める。その途中でモペットとミトンを見つけると、子供たちは年寄りのねずみが練り粉・バター・麺棒を盗んでいったと話す。屋根裏部屋を捜した時に床下から何かを転がしているような音がしていたのを思い出したタビタとリビーは犬の大工のジョンを呼ぶことにした。
トムに何があったかというと、押入に入るのを嫌がって逃げ出したトムは隠れ場所を探して暖炉から煙突を登っていき、その途中で屋根裏部屋の床下に迷い込む。そしてそこに住んでいたねずみの夫婦のひげのサムエルとアナ・マライアに捕まり、猫まき団子にされることになった。

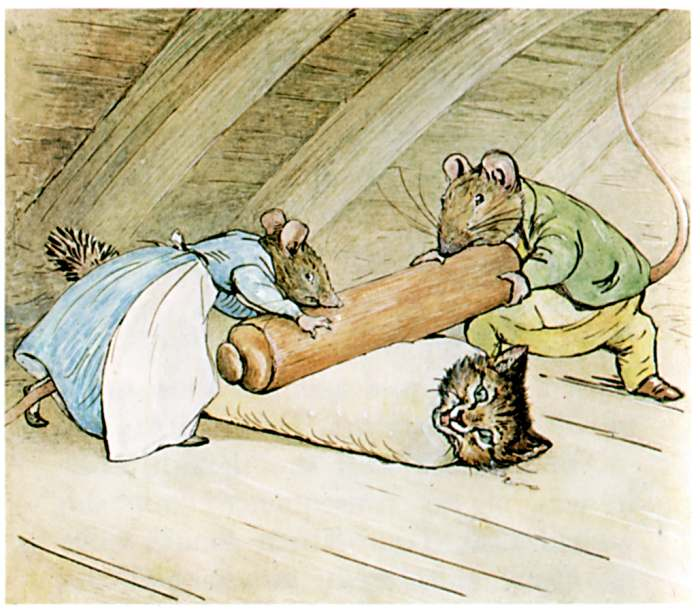

道具と材料を盗んできたねずみ達が麺棒を使ってトムを包んだ練り粉の形を整えているところで大工のジョンが床板を鋸で切り始めたので、ねずみ達はトムを置いて逃げ出し、以前盗んだものをまとめて引っ越していった。その日タビタはトムを包んでいた煤だらけ（トムが煙突を通っていたため）の練り粉で干し葡萄入りの茹で団子を作り、昼食に出した。
サムエルとアナ・マライアの引越し先は農家の納屋で、その後この納屋はサムエル夫婦の子孫たちによってひどく荒されるようになる。成長した三匹の子供たちの内、モペットとミトンはねずみを捕るのがとても上手くなり、ネズミ捕りで生計を立てるようになった。しかしトムは「余程小さなものでもなければ」いつまで経ってもねずみを怖がった（原文では"never durst face anything bigger than - A Mouse"。翻訳の際日本語にmouseとratの区別がないためにこう訳された）。